# Stanisław Hniedziewicz
Stanisław Przemysław Hniedziewicz (* 19. November 1943 in Warschau; † 1. Januar 2017 ebenda) war ein polnischer Politiker (PC, RdR, AWS, Partia Centrum). Er gehörte von 1991 bis 1993 dem Sejm in dessen I. Wahlperiode an.

## Leben und Beruf
Hniedziewicz studierte Jura an der Universität Warschau und schloss das Studium 1968 ab. Er engagierte sich in der regimetreuen katholischen Laienorganisation PAX, wo er den Warschauer Jugendkreis leitete. Außerdem arbeitete er für die „Vereinigten Wirtschaftsbetriebe“, das wirtschaftliche Standbein von PAX. 1981 wurde er Warschauer Vorsitzender von PAX, aber bereits 1982 aus dem Verband ausgeschlossen. Anschließend arbeitete er für polnische Privatbetriebe. Nach seinem Tod wurde er auf dem Powązki-Friedhof beigesetzt.

## Politik
Hniedziewicz war 1985 Mitbegründer und dann stellvertretender Vorsitzender des Klub Myśli Politycznej „Dziekania”, eines oppositionellen Debattierzirkels. Er gehörte zu den Mitbegründern des Porozumienie Centrum (PC) und war zunächst Generalsekretär des Provisorischen Politischen Rats und später Vizepräsident des Obersten Politischen Rats der Partei. Er wurde bei der ersten vollständig freien Parlamentswahl 1991 für das PC in den Sejm gewählt. 1992 verließ er als Teil der Gruppe um den ehemaligen Ministerpräsidenten Jan Olszewski das PC und beteiligte sich an der Gründung der Fraktion Ruch dla Rzeczypospolitej (RdR). Nachdem die von dieser initiierte „Koalicja dla Rzeczypospolitej“ bei der Parlamentswahl 1993 mit 2,7 % der Stimmen an der neu eingeführten 5-%-Hürde gescheitert war, trat er im Dezember 1993 aus und kehrte später zur PC zurück. Bei den Selbstverwaltungswahlen 1998 wurde er auf der Liste des Wahlbündnisses Akcja Wyborcza Solidarność (AWS), an dem sich das PC beteiligt hatte, für eine Amtsperiode in den Stadtrat von Warschau gewählt. 2004 gehörte er zu der Gruppe um Zbigniew Religa und Janusz Steinhoff, die die Partia Centrum gründete. Ab 2005 war er (bis zur Auflösung 2008) deren Generalsekretär.

## Ehrungen
- 2014 Ritterkreuz des Ordens Polonia Restituta[4]